# Portrait de Madame la présidente de Rieux, en habit de bal, tenant un masque
Portrait de Madame la présidente de Rieux, en habit de bal, tenant un masque est un tableau réalisé par le peintre français Maurice-Quentin de La Tour en 1742. Exécuté au pastel sur papier monté sur toile, ce portrait de l'épouse de Gabriel Bernard de Rieux la représente assise en robe bleue, un masque à la main, à côté d'un miroir. Exposée au Salon de peinture et de sculpture en 1742, l'œuvre fait partie depuis 1928 des collections du musée Cognacq-Jay, à Paris.

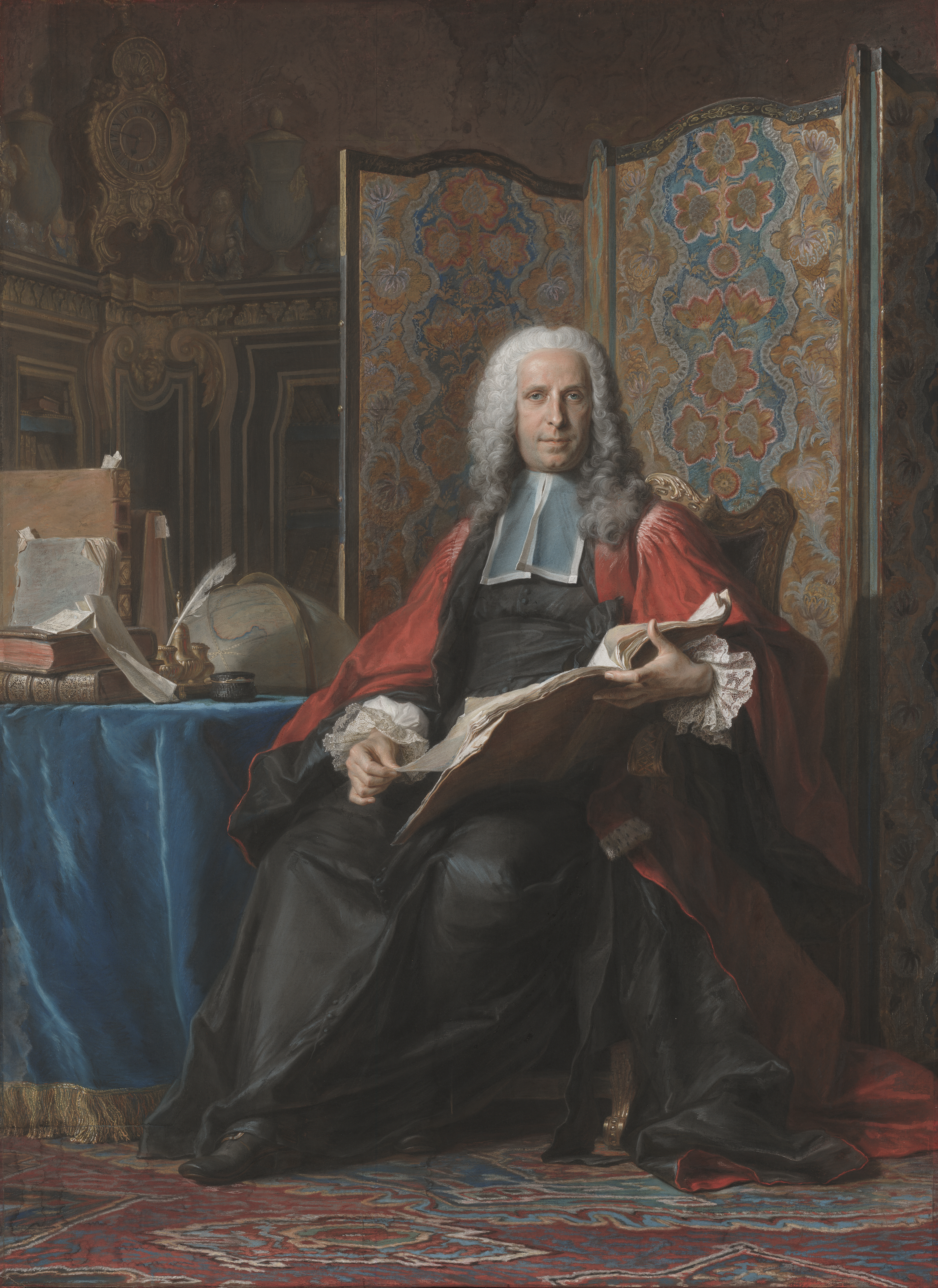
Portrait de Gabriel Bernard de Rieux, 1739-1741, J. Paul Getty Museum.